# Kauno sporto halė
Kauno sporto halė – hala widowiskowo-sportowa w Kownie, na Litwie. Została otwarta 21 maja 1939 roku. Może pomieścić 3500 widzów. Znajduje się tuż obok stadionu im. S. Dariusa i S. Girėnasa.

## Historia
W 1937 roku na rozegranych w Rydze II Mistrzostwach Europy w koszykówce triumf odniosła reprezentacja Litwy. Zgodnie z ówczesnym zwyczajem Litwa otrzymała przywilej organizacji trzeciej edycji mistrzostw, zaplanowanej na rok 1939. Zawody postanowiono rozegrać w Kownie, które było wtedy stolicą kraju. W mieście brakowało jednak odpowiedniej hali, w której można by było przeprowadzić zawody tej rangi. W związku z tym zdecydowano o budowie zupełnie nowego obiektu.
Projekt nowej hali stworzył pod koniec 1938 roku Anatolijus Rozenbliumas. Budowa rozpoczęła się 4 grudnia 1938 roku. Ponieważ czasu do rozpoczęcia mistrzostw było mało, pracowano na cztery zmiany, również w nocy i przy temperaturze -20 °C. Do złożenia metalowego szkieletu hali zaangażowano niemal wszystkich ślusarzy z Kowna i okolic. Na placu budowy pracowało jednocześnie nawet do 300 osób. Halę wybudowano w funkcjonalnej formie, bez ozdobnych elementów i zaawansowanego wyposażenia. Nie miała ona ogrzewania ani ocieplenia, w związku z czym nie była przystosowana do użytku zimą. Wewnątrz ustawiono drewniane trybuny, które mogły pomieścić 11 000 widzów, jednak tylko 3500 miejsc było siedzących. Hala wyposażona była także w dwie szatnie i oświetlenie, była jednak pozbawiona dostępu do bieżącej wody. Mimo niedogodności, była to wówczas jedna z najlepszych aren koszykarskich w Europie. Budowa obiektu kosztowała 400 tys. litów. Z pracami zdążono na czas i zakończono je 10 maja 1939 roku. 21 maja miała miejsce ceremonia otwarcia koszykarskich mistrzostw Europy, czym jednocześnie zainaugurowano nowy budynek.
Mistrzostwa Europy odbyły się w dniach 21–28 maja 1939 roku, a zwycięzcą po raz drugi w historii została reprezentacja Litwy, która obroniła tym samym tytuł zdobyty dwa lata wcześniej. W zawodach wzięło udział osiem drużyn, mecze rozegrano metodą każdy z każdym. Spotkaniem decydującym o tytule okazał się mecz pierwszej kolejki pomiędzy Litwą i Łotwą, wygrany przez gospodarzy jednym punktem (37:36).
W 1940 roku do hali podłączono sieć wodociągową. Podczas II wojny światowej w pobliżu areny spadły dwie niemieckie bomby lotnicze, ich eksplozje nie wyrządziły jednak szkód budynkowi. Po wojnie w hali odbywało się wiele zawodów sportowych, głównie mecze koszykówki i piłki ręcznej, jak również pojedynki bokserskie. Obiekt gościł też liczne imprezy pozasportowe.
W latach 1958–1962 dokonano gruntownej modernizacji hali, m.in. wyposażono ją w ogrzewanie, a drewniane trybuny zastąpiono żelbetowymi. W pracach projektowych nad modernizacją obiektu udział brał projektant hali, Anatolijus Rozenbliumas. Był on Żydem, w trakcie II wojny światowej udało mu się jednak uciec z getta i ukryć u rodziny znajomego architekta, dzięki czemu przetrwał Holokaust.
2 maja 1987 roku piłkarze ręczni drużyny Granitas Kowno rozegrali w tej hali rewanżowy mecz finałowy Pucharu EHF sezonu 1986/1987 przeciwko Atlético Madryt. Po remisie 18:18 gospodarze zdobyli to trofeum, osiągając swój największy sukces w historii (w pierwszym spotkaniu również padł remis (23:23), o tytule zadecydowała większa liczba bramek zdobytych na wyjeździe).
W 2007 roku hala została uznana za zabytek. Znaczenie hali nieco spadło po otwarciu w 2011 roku nowoczesnej Žalgiris Areny, m.in. na nowy obiekt przeprowadzili się koszykarze utytułowanego klubu Žalgiris Kowno. W 2015 roku w hali rozegrano część spotkań (w tym finał) mistrzostw Europy do lat 16 w koszykówce.
W 2019 roku rozpoczęła się druga gruntowna modernizacja hali. Zakończenie prac planowane jest na lato 2021 roku. W ramach inwestycji przeprowadzona zostanie m.in. wymiana zadaszenia i przebudowa trybun, których pojemność zostanie zredukowana z 3500 do 2100 widzów.